# Liga a VI-a Timiș
Liga a VI-a Timiș denumită și Liga a VI-a "Promoție" Timiș, este a treia competiție fotbalistică din județul Timiș organizată de AJF Timiș, localizată în al șaselea eșalon al sistemului de ligi al fotbalului românesc. 

## Istorie
Liga a VI-a Timiș a fost fondată în anul 2010. În sezonul inaugural s-a pornit cu 5 serii, Liga 6 Promotie - Seria I,II și III și Campionatul Municipal Lugoj - Seria I și II. În sezonul următor s-a menținut același format. Din sezonul 2012-13 s-au introdus încă 2 serii Campionatul Municipal Timișoara I și II. Din sezonul 2013-14 s-a revenit la sistemul cu 5 serii, la fel ca cel inaugural.

## Format
Competiția e formată din 5 serii. Câștigătoarele celor 5 serii promovează în Liga a V-a Timiș. Numărul echipelor din seriile Ligii a V-a Timiș este variabil și depinde de numărul de echipe retrogradate din Liga a V-a, cât și de echipele noi înscrise. In sezonul 2023-24 avem următoarele serii cu numărul aferent de echipe:
- LIGA 6 PROMOȚIE TIMIȘ - SERIA I (10 echipe)
- LIGA 6 PROMOȚIE TIMIȘ - SERIA II (10 echipe)
- LIGA 6 PROMOȚIE TIMIȘ - SERIA III - MUNICIPAL 1 TIMIȘOARA (10 echipe)
- LIGA 6 PROMOȚIE TIMIȘ - SERIA IV - MUNICIPAL 2 TIMIȘOARA (10 echipe)
- LIGA 6 PROMOȚIE TIMIȘ - SERIA V (14 echipe)

## Lista echipelor câștigătoare
| Sezonul | Seria I                  | Seria II            | Seria III   | Seria IV               | Seria V                    |
| ------- | ------------------------ | ------------------- | ----------- | ---------------------- | -------------------------- |
| 2010–11 | AS Voința Șandra         | CS Sânandrei Carani | FC Jebel    | AS Padeșul Nădrag      | AS Viitorul Sacoșu Turcesc |
| 2011-12 | AS Vulturii Comloșu Mare | CSC Olimpia Bucovăț | AS Moravița | ACS ASU Poli Timișoara | AS FC Real Dragșina        |

| Sezonul | Seria I                | Seria II               | Seria III            | Seria IV       | Seria V           | Seria VI           | Seria VII             |
| ------- | ---------------------- | ---------------------- | -------------------- | -------------- | ----------------- | ------------------ | --------------------- |
| 2012-13 | ACS Pobeda Star Bîșnov | AS Steaua Roșie Variaș | AS FC Dacia Cărpiniș | AS FC Chevereș | Vulturii Lugoj II | Ripensia Timișoara | ACS Poli II Timișoara |

| Sezonul | Seria I             | Seria II   | Seria III | Seria IV          | Seria V          |
| ------- | ------------------- | ---------- | --------- | ----------------- | ---------------- |
| 2013–14 | AFC Unirea Jimbolia | AS Seceani | CS Utvin  | AS Olimpia Darova | AS Autoliv Lugoj |

| Sezonul | Seria I                     | Seria II           | Seria III                 | Seria IV                         | Seria V                      | Seria VI               | Seria VII            |
| ------- | --------------------------- | ------------------ | ------------------------- | -------------------------------- | ---------------------------- | ---------------------- | -------------------- |
| 2014-15 | AS Voința Sarafoleana       | AS Recolta Călacea | AS Progresul 1906 Ciacova | AS Avântul Bobda                 | AFC Ripensia Timișoara II    | AS Recaș               | CS Progav Găvojdia   |
| 2015-16 | AS Banatul Nerău            | CS Fortuna Covaci  | AS FC Jebel (2)           | ACS ASU Politehnica Timișoara II | AS FC Lorena Giarmata Vii II | AS FC Voința Iosifalău | AS Coșteiu           |
| 2016-17 | ACS Fortuna Becicherecu Mic | AS Camaro Fibiș    | ASO Deta II               | CS Timișul Șag                   | CS FC Chișoda                | AS Timișul Hitiaș      | AS Foresta Mănăștiur |

*Liga a VI-a: Seria I, II, III, Municipal Timisoara I, II, Municipal Lugoj I, II
| Sezonul | Seria I            | Seria II            | Seria III                            | Seria IV                   | Seria V          |
| ------- | ------------------ | ------------------- | ------------------------------------ | -------------------------- | ---------------- |
| 2017–18 | CS Sânandrei Timiș | AS Timișul Uliuc    | ACS Electrica 1929 Timișoara         | AS Albina                  | AS Timișul Jabăr |
| 2018–19 | AS Gelu            | AS Juventus Pișchia | ACS ASU Politehnica Timișoara II (2) | ACS Electrometal Timișoara | CS Bega Belinț   |

*Liga a VI-a: Seria I, II, Municipal Timisoara I, II, Municipal Lugoj I
| Sezonul | Seria I         | Seria II                | Seria III          | Seria IV          |
| ------- | --------------- | ----------------------- | ------------------ | ----------------- |
| 2019–20 | CS Voința Biled | CSC Olimpia Bucovăț (2) | CS Timișul Șag (2) | CS Phoenix Buziaș |

*Liga a VI-a: Seria I, II, Municipal Timisoara, Municipal Lugoj
| Sezonul | Seria I              |
| ------- | -------------------- |
| 2020–21 | ACS Galaxy Timișoara |

*Doar o singură serie în acest sezon.
| Sezonul | Seria I                                  | Seria II                | Seria III                   | Seria IV                   |
| ------- | ---------------------------------------- | ----------------------- | --------------------------- | -------------------------- |
| 2021–22 | AS Obilić Sânmartinu Sârbesc Fotbal 1931 | CS Banatul Teremia Mare | CSC Ghiroda și Giarmata Vii | AS FC Voința Iosifalău (2) |
| 2022–23 | CSC Avântul Jamu Mare                    | CS Unirea Tomnatic      | CS FC Chișoda (2)           | AS Olimpia Darova (2)      |

| Sezonul | Seria I                         | Seria II                        | Seria III   | Seria IV               | Seria V                   |
| ------- | ------------------------------- | ------------------------------- | ----------- | ---------------------- | ------------------------- |
| 2023–24 | CSC Peciu Nou - Partizan Diniaș | ACS Fortuna Becicherecu Mic (2) | CSC Săcălaz | Ripensia Timișoara (2) | AS Viitorul Ohaba Forgaci |

## Clasamentul campioanelor ligii a VI-a Timiș
| Club                             | Titluri | Sezoane căștigătoare |
| -------------------------------- | ------- | -------------------- |
| AS FC Jebel                      | 2       | 2010–11, 2015-16     |
| ACS ASU Politehnica Timișoara II | 2       | 2015-16, 2018–19     |
| CSC Olimpia Bucovăț              | 2       | 2011-12, 2019–20     |
| CS Timișul Șag                   | 2       | 2016-17, 2019–20     |
| AS Olimpia Darova                | 2       | 2013–14, 2022–23     |
| CS FC Chișoda                    | 2       | 2016-17, 2022–23     |
| Ripensia Timișoara               | 2       | 2012-13, 2023–24     |
| ACS Fortuna Becicherecu Mic      | 2       | 2016-17, 2023–24     |